# Eine Wohnung ist zu vermiethen in der Stadt
Eine Wohnung ist zu vermiethen in der Stadt Eine Wohnung ist zu verlassen in der Vorstadt Eine Wohnung mit Garten ist zu haben in Hietzing ist eine Lokal-Posse mit Gesang in drei Aufzügen von Johann Nestroy. Das Stück entstand 1837 und wurde am 17. Jänner desselben Jahres als Benefizvorstellung für Nestroy erstmals aufgeführt.

## Inhalt
Amalie soll sich mit August vermählen, will ihn jedoch vorher noch auf die Probe stellen. Deshalb bittet sie ihre Freundin Luise – die in August verliebt ist, ohne es zu zeigen – ihren Bräutigam zu verführen. Eduard, der seinerseits in Amalie verliebt ist, sendet ihr heimliche Briefe. Herr von Gundlhuber will ausziehen, weil er eine größere Wohnung braucht („Wo hab' ich also hernach ein' Platz für'n Stiefelknecht?“), der Hausmeister Cajetan versucht das zu verhindern, denn er ist mit der ruhigen Familie Gundlhuber sehr zufrieden. Auch Madam Chaly übersiedelt und Cajetan räumt die Wohnung. Bei Lisette versucht er sein Glück mit einem Heiratsantrag und dem Hinweis, er sei selber Hausbesitzer, diese ist daraufhin nicht abgeneigt:
„Hausherrn haben noch selten hoffnungslos geliebt.“ (1. Akt, 15. Szene)
Eduard bittet Madam Chaly, seine ehemalige Geliebte, eine Wachsfigur, die seinen dicken Vater Wohlschmack darstellt, zu vernichten. Er wird beinahe von Dümont überrascht und versteckt sich in einem Kasten, den Cajetan bald darauf abtransportieren will. Zugleich kommen die Familie Gundlhuber auf Wohnungsbesichtigung und Dumont, der Cajetan hinauswerfen lässt.
Therese soll unbekannterweise Eduard heiraten, den ihr und sein Vater für sie ausgesucht haben. August beginnt sich in Luise zu verlieben und beschließt, dies Amalie mitzuteilen. Auch in diese Familienfeier platzt Gundlhuber samt Familie herein, lässt sich nicht abwimmeln und geht erst, nachdem er ein heilloses Chaos angerichtet hat.
In Hietzing treffen alle Protagonisten zusammen, Eduard will für seinen Vater die Wachsfigur stehlen und Amalie erobern, August denkt nur an Luise und Cajetan will Gundlhuber die Wohnung von Madame Stoll als Sommerdomizil schmackhaft machen. Gundlhuber stellt Madam Chaly nach, Cajetan beobachtet Eduard und Flint, die die Wachsfigur in einen Brunnen werfen und glaubt, einen Mord entdeckt zu haben. Der zufällig hier auftauchende Gundlhuber wird als vermeintlicher Täter vom Wachter Haltauf festgenommen.
„Triumph! Der erste Hietzinger Mord geht durch meine Hände.“ (3. Akt, 24. Szene)
Schließlich klären sich alle Verwicklungen auf, die richtigen Paare finden zueinander und Wohlschmack mietet das Quartier in Hietzing für seinen Sohn Eduard und für Amalie. Gundlhuber bleibt resignierend in der alten Wohnung.

## Werksgeschichte
Die Quelle für Nestroys Posse soll laut Otto Rommels Forschungen Louis Angelys Stück Wohnungen zu vermieten, komisches Gemälde in fünf Rahmen, das in Berlin spielt, gewesen sein – zumindest für den 1. und 2. Akt. Angelys Vorlage ist vermutlich ein französisches Vaudeville gewesen. Da Nestroy durch die Schilderung des kleinbürgerlichen Wiener Spießers Gundlhuber und der Lokalisierung durch Ortsnamen (Straßen und Plätze in der Inneren Stadt, Hietzing, Penzing) die vom Publikum erwartete Verherrlichung des Wienertums enttäuschte, wurde das Stück lautstark abgelehnt. Nach zwei Vorstellungen war Schluss und bis zu Nestroys Tod erfolgte keine neuerliche Wiederaufnahme ins Spielprogramm.
Ganz offenkundig erkannte sich das Publikum zu sehr selbst in der Karikatur des von Nestroy scharf gezeichneten Gundlhuber, fand viel mehr Gefallen an der Figur des grantig-gemütlichen Hausmeisters Balsam. Diese Rolle wurde von Nestroy eigens für Wenzel Scholz hineingeschrieben.
Nestroy tröstete sich über den Durchfall mit einer seiner erfolgreichen Gastspieltourneen, diesmal nach Budapest, wo er den Schuster Knieriem aus Der böse Geist Lumpazivagabundus, den Seiler Strick aus Die beiden Nachtwandler und den Longinus aus Die Verbannung aus dem Zauberreiche spielte.
Die Vorlage Angelys, am 29. März 1837 in Wien uraufgeführt, hatte allerdings ebenfalls keine günstige Aufnahme beim Wiener Publikum gefunden („[…] schales, witzloses und sandiges Produkt des Berliner Jokus.“, Kritik im Humorist vom 3. April 1837).
Johann Nestroy spielte bei der Uraufführung von Eine Wohnung ist zu vermieten den Herrn von Gundlhuber, Wenzel Scholz den Hausmeister Cajetan Balsam, Friedrich Hopp den Herrn von Heuschreck, Ignaz Stahl den Herrn von Wohlschmack, Eleonore Condorussi die Amalie und Nestroys Lebensgefährtin Marie Weiler das Stubenmädchen Lisette.
Erst Karl Kraus machte die Posse durch Lesungen seiner Bearbeitung wieder bekannt.

## Zeitgenössische Rezeption
Die zeitgenössische Kritik vermerkte, dass das Stück nicht nur durchfiel, es wurde „mit einer Erbitterung ausgezischt […] wie sie seit Langem nicht wahrgenommen worden“ war (Wiener Zeitschrift vom 21. Jänner 1857). Am gleichen Tag schrieb der Nestroy stets ablehnende Kritiker Moritz Gottlieb Saphir in seiner Zeitung Der Humorist:
„Das Stück selbst hat keinen anderen Fehler als den, dass es gegeben wurde. […] Es ist ein sehr misslungenes, gehalt- und witzloses Produkt, es hat weder Handlung, noch, um doch auch einen schlechten Witz zu machen, weder Handlung noch Greißlerei.“

## Spätere Interpretationen
Bei Barbara Rita Krebs ist zu lesen, dass Eine Wohnung ist zu vermiethen in der Stadt zu den fünf am ärgsten durchgefallenen Stücken Nestroy zählt, die vier anderen wären Der Zauberer Sulphurelectrimagneticophosphoratus (1834), Nur Ruhe! (1843), Die lieben Anverwandten (1848) und Heimliches Geld, heimliche Liebe (1853).
Nach Krebs spielten die Erwartungen des zeitgenössischen Publikums auf ein Wiener Volksstück, hervorgerufen durch den volkstümlich klingenden Titel, eine wichtige Rolle für den Misserfolg: Die – angeblich – nicht existente Witzigkeit der Dialoge und der Handlung, womit die „naive Volksstückkomik“ gemeint worden sei. Die Derbheit der gezeichneten „Hefe des Volkes“, die Nestroy auf die Bühne gebracht hatte, verschreckte die „besseren“ Bürger im Theatersaal, die den Kontakt mit dem Pöbel, dem Proletariat vermeiden wollten. Dass der Dichter ausgerechnet das Vorstadtbürgertum als spießig darstellte, traf sein Publikum genau in sein Lebensgefühl. Auch die schwache Vorlage Angelys trage Schuld am Misserfolg. Die daraus resultierende flache Handlung, lediglich durch Situationskomik ersetzt (der Liebhaber im Schrank, die gestörte Verlobungsfeier), wäre von der zeitgenössischen Rezeption durchaus richtig erkannt worden.
Die Neubewertung des Werkes, beispielsweise durch Yates, sieht es allerdings als eines der „Schlüsselstücke des Nestroyschen Œuvres“. Yates mutmaßt, Verstümmelung des Textes durch die Zensur könnte Mitschuld getragen haben, was allerdings mangels eines Zensurmanuskriptes Spekulation bleiben muss.